# Hayti, Missouri
Hayti (pronunțat [Hay-Tie]) este un oraș în comitatul Pemiscot, Missouri, Statele Unite. Populația era de 3.207 locuitori la recensământul din 2000.
1. ↑  2010 U.S. Gazetteer Files, accesat în 9 iulie 2020